# Artur Pankratz
Artur Pankratz (* 1. Juli 1893 in Bromberg; † 5. September 1975 in Elmshorn) war ein deutscher Sozialist und Abgeordneter im polnischen Sejm in den Jahren 1922 bis 1930.

## Leben
Pankratz studierte Literatur und Orientalistik an der Universität in Halle. Im Ersten Weltkrieg kämpfte er in der deutschen Armee an der französischen und türkischen Front. Nach dem Krieg war er Vorsitzender der Deutschen Sozialdemokratischen Partei in Polen (DSPP), Redakteur der linken Volkszeitung und Stadtrat in der nun polnischen Stadt Bydgoszcz. 1919/20 gab er die Zeitschrift German-Pola Esperantisto heraus. 1922 wurde er von der Liste des Minderheitenblocks (Blok Mniejszości Narodowych) in den polnischen Sejm gewählt.
Pankratz vereinigte alle deutschen Mitte-links-Parteien in Polen in der Deutschen Sozialistischen Arbeitspartei (DSAP) und war Mitbegründer der Deutschen Vereinigung in Polen. Nach dem Überfall auf Polen arbeitete er im Bromberger Stadtrat. Von 1945 war er in sowjetischer Kriegsgefangenschaft, aus der er 1955 zurückkehrte.